# Heriades punctulatus
Heriades punctulatus is een vliesvleugelig insect uit de familie Megachilidae. De wetenschappelijke naam van de soort is voor het eerst geldig gepubliceerd in 1917 door Cockerell.